# Tillaea
- Commons
- Wikispecies

Tillaea L. é um género botânico pertencente à família Crassulaceae.
Segundo o sistema de classificação filogenética Angiosperm Phylogeny Website, este género é sinónimo de Crassula.

## Espécies
- Tillaea likiangensis
- Tillaea verticillaris
- Tillaea viridis

## Classificação do gênero
| Sistema | Classificação                       | Referência               |
| ------- | ----------------------------------- | ------------------------ |
| Linné   | Classe Tetrandria, ordem Tetragynia | Species plantarum (1753) |